# 사무라이 I: 미야모토 무사시
《사무라이 I: 미야모토 무사시》(Samurai I: Musashi Miyamoto) 또는 간단히 《미야모토 무사시》(일본어: 宮本武蔵)는 이나가키 히로시 감독, 미후네 토시로 주연의 1954년 일본 영화이다. 이스트맨컬러로 촬영된 이 영화는 이나가키 감독의 역사 모험 사무라이 3부작의 첫 번째 영화이다. 이 영화는 요시카와 에이지의 소설 《미야모토 무사시》를 각색하였다. 이 소설은 일본인 검술 미야모토 무사시의 삶에 기반을 둔다. 이 영화는 1955년 외국어 영화 부문의 아카데미상을 받았다.

## 출연
- 미후네 토시로 - 미야모토 무사시 (타케조) 역
- 미쿠니 렌타로 - Honiden Matahachi 역
- Kuroemon Onoe - priest Takuan (다쿠안 소호) 역
- 야치구사 카오루 - 오츠 역
- 오카다 마리코 - 아케미 역
- Mitsuko Mito - 오코 역
- Eiko Miyoshi - Osugi, Matahachi's mother 역
- Akihiko Hirata - Seijuro Yoshioka 역
- Kusuo Abe - Temma Tsujikaze 역
- Eitaro Ozawa - 이케다 데루마사 역
- Akira Tani - Kawarano-Gonroku 역
- Seijiro Onda - chief official 역
- Fumito Matsuo - petty official 1 역
- Masanobu Ôkubo - petty official 2 역
- Jiro Kumagai - villager  1 역
- Akira Sera - villager 2 역
- Yasuhisa Tsutsumi - villager 1 역
- Yutaka Sada - soldier 1 역
- Shigeo Kato - soldier 2 역
- Junichirō Mukai - soldier 3 역
- Kiyoshi Kamoda - roving warrior 1 역
- Michio Sakurai - roving warrior 2 역
- Kyoro Sakurai - roving warrior 3 역
- Masao Masuda - woodcutter 역
- Daisuke Katō
- Kanta Kisaragi
- Yoshio Kosugi
- Sōjin Kamiyama
- 윌리엄 홀든: 미국판 내레이터

### 참고 자료
- Galbraith IV, Stuart (2008). 《The Toho Studios Story: A History and Complete Filmography》. en:Scarecrow Press. ISBN 1461673747.